# Пайва, Вандерлей
Вандерлей Пайва Монтейро (порт.-браз. Vanderlei/Wanderley Paiva Monteiro; 7 апреля 1946, Трес-Корасойнс — 27 ноября 2023, Кампинас) — бразильский футболист, полузащитник. Рекордсмен среди полевых игроков по количеству матчей за «Атлетико Минейро».

## Карьера
Вандерлей родился в семье Жозе и Марии Жозе Пайвы. В возрасте 16 лет он начал карьеру в молодёжном составе клуба «Атлетико» из родного города Трес-Корасойнс. В 17 лет Пайва начал играть за основной состав команды. В 1966 году футболист перешёл в стан «Атлетико Минейро» с заработной платой в 300 тысяч крузейро в месяц. 15 сентября 1966 года он дебютировал в основном составе команды в матче с «Сидеруржикой» (2:0). 13 марта 1968 года он забил первый мяч за клуб, поразив ворота «Ботафого» в товарищеской игре (2:3). А 7 июля того же года забил в официальной встрече, принеся победу в матче с «Формигой» (1:0). В 1970 году полузащитник выиграл свой первый титул — чемпиона штата Минас-Жерайс, а через год отпраздновал победу в чемпионате Бразилии. В 1975 году у него возник конфликт с руководством «Атлетико». И он был отдан в аренду в «Америку». Затем Вандерлей возвратился в «Атлетико», но уже там был вытеснен из состава Тониньо Серезо. 14 марта 1976 года он провёл последний матч за клуб против «Тупи» (3:0). Всего в составе «Атлетико» Вандерлей сыграл в 559 встречах и забил 32 гола, по другим данным провёл 560 встреч и забил 34 гола.
Весной 1976 года полузащитник стал игроком клуба «Понте-Прета». С этой командой он занял второе место в чемпионате штата Сан-Паулу годом позже. При этом футболист являлся капитаном команды. В 1979 году клуб повторил это достижение. За «Понте-Прету» он сыграл 182 матча и забил 5 голов, по другим данным 290 матчей и 16 голов. В 1980 году Вандерлей перешёл в «Палмейрас», где дебютировал 11 июня в матче с «Ферровиарией» (1:1). Всего за клуб футболист сыграл в 19 матчах и забил один гол, в своей последней встрече в составе команды поразив ворота «Марилии» (2:2). Затем он выступал за «Лондрину», где также был капитаном команды, и привёл её к выигрышу серии В в 1980 году. А завершил игровую карьеру Вандерлей в 1981 году в «Комерсиале».
Завершив игровую карьеру, Вандерлей стал работать тренером. Его первым клубом стал «Сан-Жозе». Затем он тренировал множество команд. В 1986 году он недолго был главным тренером «Марилии». В частности, в 2000 году Пайва работал «Лондриной», с которой участвовал в розыгрыше Кубка Жоао Авеланжа. С 2001 по 2002 год он вновь возглавлял «Марилию». В 2003 году Вандерлей стал на пост главного тренера «Жувентуса». В 2004 году он возглавил клуб КРАК и в первом же сезоне привёл команду к выигрышу чемпионата штата Гояс. С 2006 по 2007 года он тренировал «Понте-Прету», а затем клуб «Унион Сан-Жуан». В 2009 году Вандерлей снова стал главным тренером «Понте-Преты», а затем возглавил клуб «Коринтианс» из Масейо. В 2011 году он вновь возглавил КРАК, где завершил тренерскую карьеру в 2013 году. Последние годы жизни Вандерлей боролся с раком простаты. Даже была создана компания для сбора денег, необходимых для оплаты дорогостоящих лекарств. В возрасте 77 он скончался.

## Международная статистика
| Матчи Вандерлея за сборную Бразилии | Матчи Вандерлея за сборную Бразилии | Матчи Вандерлея за сборную Бразилии | Матчи Вандерлея за сборную Бразилии | Матчи Вандерлея за сборную Бразилии | Матчи Вандерлея за сборную Бразилии | Матчи Вандерлея за сборную Бразилии |
| ----------------------------------- | ----------------------------------- | ----------------------------------- | ----------------------------------- | ----------------------------------- | ----------------------------------- | ----------------------------------- |
| №                                   | Дата                                | Место проведения                    | Оппонент                            | Счёт                                | Голы                                | Турнир                              |
| 1                                   | 19 декабря 1968                     | Белу-Оризонти                       | Югославия                           | 3:2                                 | —                                   | Товарищеский матч                   |
| 2                                   | 30 июля 1975                        | Каракас                             | Венесуэла                           | 4:0                                 | —                                   | Кубок Америки                       |
| 3                                   | 6 августа 1975                      | Белу-Оризонти                       | Аргентина                           | 2:1                                 | —                                   | Кубок Америки                       |
| 4                                   | 13 августа 1975                     | Белу-Оризонти                       | Венесуэла                           | 6:0                                 | —                                   | Кубок Америки                       |
| 5                                   | 16 августа 1975                     | Росарио                             | Аргентина                           | 1:0                                 | —                                   | Кубок Америки                       |
| 6                                   | 30 сентября 1975                    | Белу-Оризонти                       | Перу                                | 1:3                                 | —                                   | Кубок Америки                       |
| 7                                   | 4 октября 1975                      | Лима                                | Перу                                | 2:0                                 | —                                   | Кубок Америки                       |

## Достижения

### Как игрок

#### Командные
- Чемпион штата Минас-Жерайс: 1970
- Чемпион Бразилии: 1971

#### Личные
- Обладатель Серебряного мяча Бразилии: 1971

### Как тренер
- Чемпион штата Санта-Катарина: 1985, 2001
- Чемпион штата Гояс: 2004